# Playa Caribe
Playa Caribe es el nombre que recibe una playa situada a pocos minutos al norte de la localidad de Juangriego, en una pequeña bahía en la costa oeste de la Isla Margarita, una de las Pequeñas Antillas en el Mar Caribe, y que pertenece al Estado Nueva Esparta, al noreste del país suramericano de Venezuela. Es una playa muy popular de cerca de 1200 metros (una milla de largo) con varios restaurantes y puestos de comida. Playa Caribe es una playa de descanso con oleaje moderado.
Se ubica en el límite entre los municipios Marcano y Gómez